# Deli
Deli (с тур. — «Безумец») — песня, с которой 22 мая 2008 года турецкая рок-группа Mor ve Ötesi представила Турцию на международном конкурсе песни «Евровидение-2008». 15 февраля 2008 года вышла цифровая версия песни, сингл был выпущен 22 мая 2008 года. Композиция вошла в альбом Başıbozuk. В качестве авторов музыки и слов выступили сами члены группы. Во втором полуфинале песня набрала 85 очков и заняла 7 место; в финале при сумме баллов 137 также заняла 7 позицию.

## Песня

### Текст
Авторами текста являются сами члены группы Mor ve Ötesi.
На официальном сайте песни приведены её дословные переводы на семь языков: английском, французском, немецком, испанском, русском, сербском и греческом — а также оригинал на турецком.

### Музыка
В качестве композиторов также выступили сами члены группы Mor ve Ötesi. Несмотря на существование нескольких переводов, запись песни существует только на турецком языке. В альбоме Başıbozuk помимо оригинала композиции содержится также и её заремиксованный вариант, выполненный Джиханом Барышем.

## Видео
Над видеоклипом композиции Deli работал режиссёр Эзель Акай. Он был выпущен в апреле 2008 года. Статистика, проведённая перед финалом конкурса «Евровидение», основанная на данных сайта YouTube, показала, что это видео стало одним из самых просматриваемых из всех конкурсантов. Его посмотрели 1,3 миллиона человек. Видеоклип занял второе место по популярности, уступив только представителю Испании Родольфо Чикиликуатре с видео на песню Baila el Chiki-chiki.

## Сюжет
По сюжету клипа группа приходит в огромный павильон, заполненный уродливыми статуями. Перемещаясь внутри павильона, они исполняют песню. Постепенно статуи начинают оживать, а сами музыканты превращаются в такие же изваяния. Когда всё стихает, в павильон приходит другая неизвестная группа с музыкальными инструментами.

## Позиция в чартах
| Чарт                 | Позиция |
| -------------------- | ------- |
| Turkish Top 20 Chart | 8       |
| Power Türk           | 23      |
| Power türk TV        | 7       |
| Türkiye Rock         | 3       |